# Очурдяп Мангдаев
 Очурдяп-Николай Мангдаев  (Очуршап, Очуржап, Очирьяп, Очырьян) – Князь Второй Чуйской Волости. Проповедник буддизма на Алтае. При его правлении решались историческая судьба теленгитов, сохранение их исконной территории проживания и острые проблемы землеустройства. Очурдяп сыграл важную роль в налаживании торговых связей между русским купеческим и китайским, благодаря чему, Кош-Агач стал торговым центром на территории Горного Алтая.

## Детство и юность
Он родился в семье князя Мангдая Чычканова . Позже наследник девять месяцев обучался "врачебному искусству" у одного из буддийских лам в Монголии. Там же он получил имя Очурдяп.
Кроме того, он был крещён в Кош-Агачской Петропавловской церкви с именем Николай.

## Деятельность
В июне 1878 года Очурдяп официально стал зайсаном Второй Чуйской Волости.

### Буддизм на Алтае
25 (12) июня 1885 года во Вторую Чуйскую Волость прибыли монгольские ламы, которых пригласил сам Очурдяп. Ламы провели молебен и установили три юрты, в качестве временного «храма», в которых для богослужений были расставлены изображения бурханов. Всем пришедшим были подарены ленточки с текстами молитв и изображением Будды. Также Очурдяп планировал, что летом 1886 года примет монашеский сан и стать "настоятелем Чуйской кумирни".

### Алтайские казахи
В конце 1880-х годов в Чуйскую степь переселились казахи из рода Сарыкалдаков. В своей волости их принял Очурдяп, определив земли для проживания, это были долины рек Тархата, Ясатер и Чаганбургазы. В 1893 году на Чую прикочевало порядка 100 кибиток казахов Чингистайского рода. Они являлись российскими подданными и были приписаны к волостям Семипалатинской области. Переселенцы вели себя на Чуе весьма агрессивно. Их появление повлекло за собой дальнейшее территориальное стеснение коренного населения.
Данный конфликт продолжит решать сын Очурдяпа – Кудайберген-Павел.

### Кара-Кёбёки
В 80-х годах в следствии большого кровавого восстания на территории современной Тывы во Вторую Чуйскую Волость бежала семья, которую Очурдяп принял и выделил в отдельный сеок Кара-Кёбёков.

## Семья
В 1883 году родился наследник Очурдяпа, который получил имя Кудайберген. Позже сын был крещён в той же Петропавловской церкви и получил имя Павел.

## Память

### В литературе
Дибаш Каинчин в повести «За мной мой народ» рассказал об обращение казахов к зайсану Очурдяпу с просьбой о выделении им земель для кочевания в Южном Алтае.

### Памятники
- Бронзовый памятник в Цэнгэле, сделанный в честь 90 летия Баян-Ульгия скульптором П. Дэлгэрсайхан[20].
- Стела в селе Кокоря, поставленная в честь 150 лет со дня подписания Чугучакского протокола[21].

### Улицы
- В 2014 году одна из улиц села Кокоря была переименована и стана называться «улица Зайсана-Очурдяпа»[22][23].
- В Кош-Агаче есть улица им. Очурдяпа-Зайсана[24].

### Прочее
- 22 апреля 2019 года в селе Кокоря республики Алтай прошли состязания по стрельбе из лука, посвященные 175-летию со дня рождения князя Очурдяпа Мандаева и пятилетию открытия памятной стелы зайсану[25].